# Десислава Божилова
Десислава Василева Божилова (болг. Десислава Василева Божилова; нар. 16 жовтня 1992, Сливен, Болгарія) — болгарський міжнародний рефері зі снукеру на Світовому снукерному турі. Після складання іспиту на міжнародного рефері зі снукеру судила фінали рейтингових змагань, а також матчі чемпіонату світу зі снукеру. Вперше судила фінал Triple Crown на турнірі Masters 2022 року, а другий — на чемпіонаті Великої Британії 2022 року. Судила фінал чемпіонату світу зі снукеру 2025 року, що зробило її другою жінкою після Мікаели Табб, яка судила світовий фінал. Також стала першою жінкою, яка судила фінали всіх трьох турнірів Triple Crown.

## Ранні роки й освіта

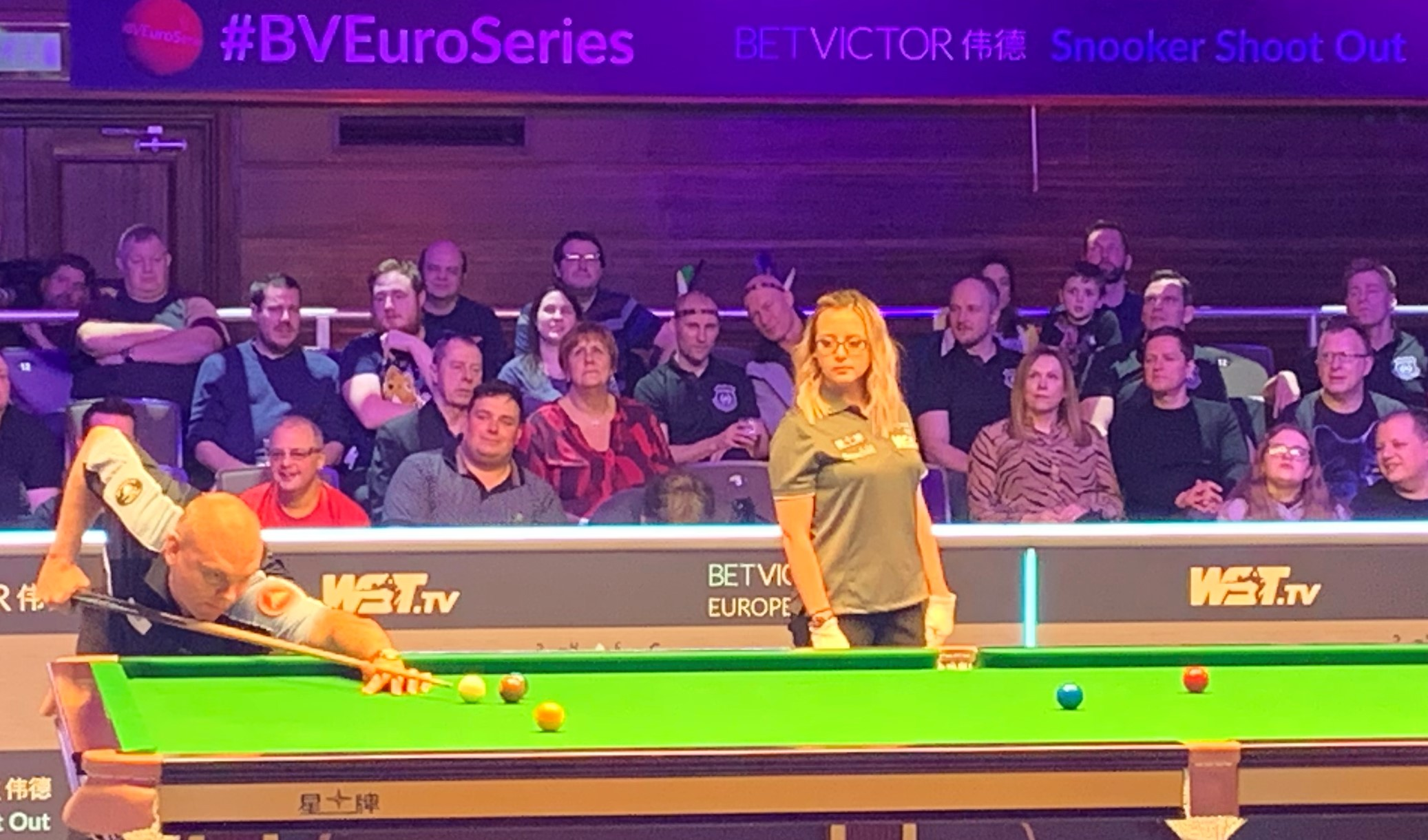
На турнірі зі снукеру 2020 року, Англія

Народилася та виросла у Сливені, Болгарія, місті, де не так багато людей грають у снукер. У 13 років почала грати в пул, а потім зацікавилася снукером, дивлячись його по телевізору. 2012 року переїхала до Софії. 2016 року здобула ступінь магістра ландшафтної архітектури у Лісотехнічному університеті Софії. Вона створює 3D-візуалізації будинків між змаганнями зі снукеру.

## Кар'єра
2011 року дізналася про Болгарську асоціацію снукерних рефері, яка допомагає стати снукерними рефері, і вона вирішила долучитися до неї. Наступного року склала іспит на міжнародного рефері зі снукеру та судила перший професійний турнір зі снукеру в своїй кар'єрі на Відкритому чемпіонаті Болгарії 2012 року. Працювала на рейтинговому фіналі на Riga Masters 2016 року та судила інші рейтингові фінали, як-от English Open, German Masters та Players Championship.
Під час чемпіонату Великої Британії 2016 року судила матч Triple Crown та дебютувала на головних етапах чемпіонату світу зі снукеру на заході 2019 року. Її знову обрали суддею на чемпіонаті світу 2020 року. Судила перший фінал Triple Crown у своїй кар'єрі на турнірі Masters 2022 року та вдруге — на чемпіонаті Великої Британії 2022 року. Судила фінал чемпіонату світу зі снукеру 2025 року, це другий випадок після Мікаели Табб, коли жінка судила світовий фінал. Також стала першою жінкою, яка судила фінали всіх трьох турнірів Triple Crown.